# イタダキッ!
『イタダキッ!』は、上西淳二による日本の漫画作品。『イブニング』（講談社）にて連載されていた。

## ストーリー
六本木のNo.1キャバ嬢・美江は、六本木で女王として君臨していた。ある日、新人キャバ嬢の沙也にNo.1の座を奪われる。彼女の秘密を探るうちに、彼女が現役看護師であることを突き止めた。看護師特有の癒しが客を惹きつけ、自分をトップの座から引きずり落としたと感じた美江は、癒しを身につけるため看護師になろうと看護学校へ入学する。

## 登場人物
美江
本名、田沼美江子。
沙也